# Yorkshire de l'Est
Le Yorkshire de l'Est, (en anglais : East Yorkshire ou East Riding of Yorkshire ; prononcé /iːst ˈɹaɪ.dɪŋ ɒv ˈjɔːk.ʃə(ɹ)/) est une autorité unitaire et un comté cérémoniel situé dans le nord-est de l'Angleterre, anciennement avec le statut de riding. Son chef-lieu est Beverley et sa plus grande ville Kingston-upon-Hull, elle-même une autorité unitaire indépendante. Lors du recensement de 2011, le Yorkshire de l'Est compte 590 800 habitants.

## Géographie

### Villes et villages

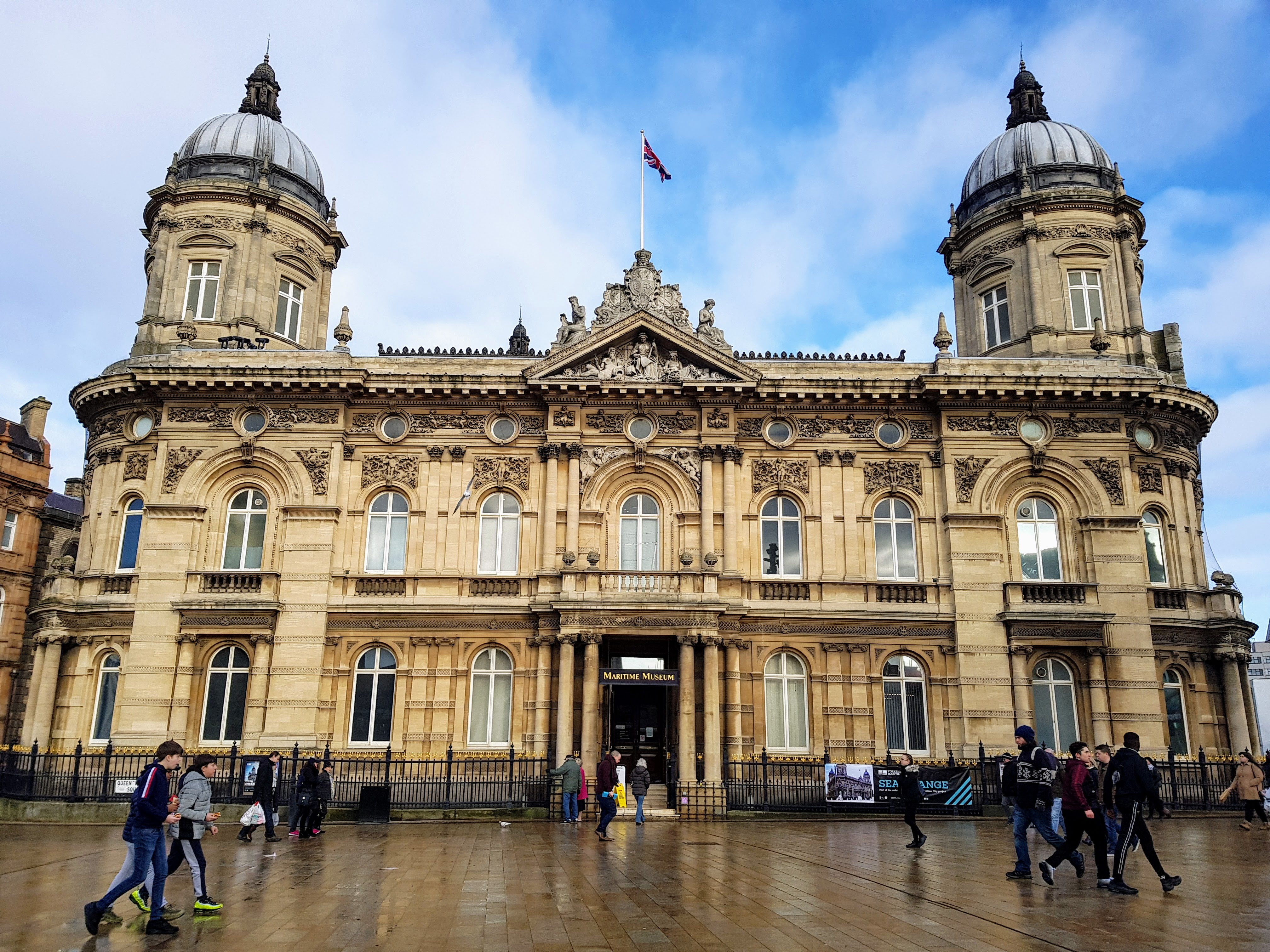
Kingston-upon-Hull.

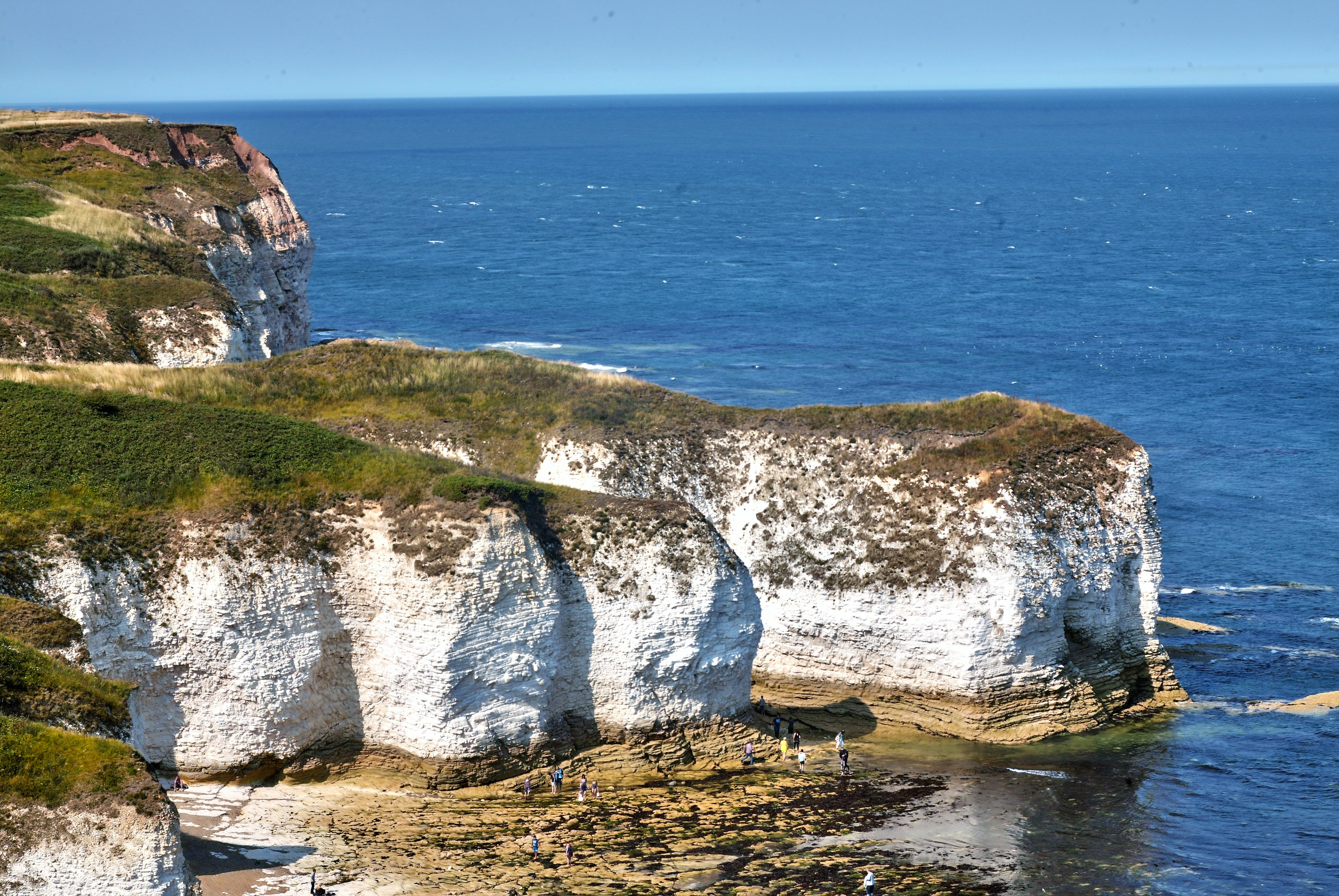
La côte à Flamborough Head.

Le Yorkshire de l'Est comprend les villes et villages suivants : Anlaby, Beverley, Bishop Burton, Brandesburton, Breighton, Bridlington, Brough Broomfleet, Burnby, Burton Agnes, Cottingham, Driffield, Easington, Eastrington, Elloughton-cum-Brough, Everingham, Flamborough, Fridaythorpe, Gilberdyke, Goole, Grimston, Hedon, Hessle, High Catton, High Hunsley, Highfield, Holme-on-Spalding-Moor, Hollym, Hornsea, Howden, Hutton, Kingston-upon-Hull, Kirk Ella, Langtoft, Laxton, Long Riston, Market Weighton, Mappleton, Marton, Molescroft, Nafferton, North Cave, North End, North Ferriby, North Howden, Ottringham, Patrington, Pocklington, Preston, Roos, Sewerby, Skidby, Skipsea, Snaith, South Cave, Stamford Bridge, Swanland, Thixendale, Thorngumbald, West Ella, Willerby, Withernsea, Wold Newton et Woodmansey.

### Lieux d'intérêt
Les lieux d'intérêt du comté incluent le Beverley Minster, Spurn et les falaises de Bempton.